# Dasà
Dasà (tiếng Hy Lạp: Dasia) là một đô thị ở tỉnh Vibo Valentia trong vùng Calabria, có cự ly khoảng 50 km về phía tây namcủa Catanzaro và khoảng 15 km về phía đông nam của Vibo Valentia. Tại thời điểm ngày 31 tháng 12 năm 2004, đô thị này có dân số 1.316 người và diện tích là 6,19 km².
Dasà giáp các đô thị: Acquaro, Arena, Dinami, Gerocarne.

## Biến động dân số
Wanted For Military Service:
Alberto Giovanni
Salavatore Minniti
antonino greco
Sergio Stracoto